# Cipela (biljni rod)
Cipela (lat. Cypella), rod od tridesdetak vrsta trajnica iz porodice Iridaceae. Rod je raširen od Brazila i Perua do sjeverne Argentine.
Ime roda možda dolazi od grčkog kyphella, što označava ušnu šupljinu.

## Vrste
1. Cypella alonsoana Deble & F.S.Alves
2. Cypella amambaica Ravenna
3. Cypella aquatilis Ravenna
4. Cypella armosa Ravenna
5. Cypella aurinegra Deble & Andrès González
6. Cypella boliviana Huaylla
7. Cypella brasiliensis (Baker) Roitman & J.A.Castillo
8. Cypella catharinensis Ravenna
9. Cypella charruana Deble & F.S.Alves
10. Cypella craterantha Ravenna
11. Cypella crenata (Vell.) Ravenna
12. Cypella curuzupensis Ravenna
13. Cypella discolor Ravenna
14. Cypella elegans Speg.
15. Cypella exilis Ravenna
16. Cypella fucata Ravenna
17. Cypella geniculata (Klatt) Ravenna
18. Cypella gloriana Deble & F.S.Alves
19. Cypella guttata Deble & F.S.Alves
20. Cypella hauthalii (Kuntze) R.C.Foster
21. Cypella herbertii (Lindl.) Herb.
22. Cypella laeta Ravenna
23. Cypella lapidosa Ravenna
24. Cypella laxa Ravenna
25. Cypella luteogibbosa Deble
26. Cypella magnicristata Deble
27. Cypella mandonii Rusby
28. Cypella oreophila Speg.
29. Cypella osteniana Beauverd
30. Cypella pabstiana Ravenna
31. Cypella parviflora Ravenna ex Deble & F.S.Alves
32. Cypella pusilla (Link & Otto) Benth. & Hook.f. ex B.D.Jacks.
33. Cypella ravenniana Deble & F.S.Alves
34. Cypella rivularis Chauveau & L.Eggers
35. Cypella suffusa Ravenna
36. Cypella trimontina Ravenna
37. Cypella uliginosa Deble & F.S.Alves
38. Cypella unguiculata (Baker) Roitman & J.A.Castillo